# Ur löjlig synvinkel
Ur löjlig synvinkel är en svensk film från 1998, den släpptes på video i mars 1998.

## Handling
Filmen består av sketcher med Robert Gustafsson och Sven Melander. Sketcherna har visats i Sveriges Television 1987–1997.

## Rollista
- Sven Melander
- Robert Gustafsson
- Erik Blix
- Lasse Eriksson
- Sissela Kyle
- Henrik Schyffert
- Lena T Hansson